# Lista de primeiros-ministros do Burundi
Esta é a lista de primeiros-ministros do Burundi (oficialmente: Primeiro-ministro da República do Burundi) e apresenta todos os ocupantes do cargo desde o estabelecimento do mesmo, em 1961. O cargo foi abolido entre 1998 e 2020, quando foi recriado. O atual primeiro-ministro é Gervais Ndirakobuca, desde 7 de setembro de 2022.
Desde a criação do cargo, quinze indivíduos ocuparam o cargo de primeiro-ministro efetivamente e um ocupou o de maneira interina, servindo um total de dezenove mandatos. Pierre Ngendandumwe e Albin Nyamoya serviram dois mandatos não consecutivos e são contados duas vezes.

## Lista de primeiros-ministros do Burundi
Primeiro-ministro interino
| #                                         | Nome                                      | Início do Mandato                         | Fim do Mandato                            | Tempo de Mandato                          |
| Reino de Burundi (parte de Ruanda-Urundi) | Reino de Burundi (parte de Ruanda-Urundi) | Reino de Burundi (parte de Ruanda-Urundi) | Reino de Burundi (parte de Ruanda-Urundi) | Reino de Burundi (parte de Ruanda-Urundi) |
| ----------------------------------------- | ----------------------------------------- | ----------------------------------------- | ----------------------------------------- | ----------------------------------------- |
| 1                                         | Joseph Cimpaye                            | 26 de janeiro de 1961                     | 28 de setembro de 1961                    | 8 meses e 2 dias                          |
| 2                                         | Louis Rwagasore                           | 28 de setembro de 1961                    | 13 de outubro de 1961                     | 15 dias                                   |
| 3                                         | André Muhirwa                             | 20 de outubro de 1961                     | 1 de julho de 1962                        | 8 meses e 11 dias                         |
| Reino de Burundi (independente)           |                                           |                                           |                                           |                                           |
| (3)                                       | André Muhirwa                             | 1 de julho de 1962                        | 10 de junho de 1963                       | 11 meses e 9 dias                         |
| 4                                         | Pierre Ngendandumwe                       | 18 de junho de 1963                       | 6 de abril de 1964                        | 9 meses e 19 dias                         |
| 5                                         | Albin Nyamoya                             | 6 de abril de 1964                        | 7 de janeiro de 1965                      | 9 meses e 1 dia                           |
| 6                                         | Pierre Ngendandumwe                       | 7 de janeiro de 1965                      | 15 de janeiro de 1965                     | 8 dias                                    |
| –                                         | Pié Masumbuko                             | 15 de janeiro de 1965                     | 26 de janeiro de 1965                     | 11 dias                                   |
| 7                                         | Joseph Bamina                             | 26 de janeiro de 1965                     | 30 de setembro de 1965                    | 8 meses e 4 dias                          |
| 8                                         | Léopold Biha                              | 13 de outubro de 1965                     | 8 de julho de 1966                        | 8 meses e 25 dias                         |
| 9                                         | Michel Micombero                          | 11 de julho de 1966                       | 28 de novembro de 1966                    | 4 meses e 17 dias                         |
| República do Burundi                      |                                           |                                           |                                           |                                           |
| 10                                        | Albin Nyamoya                             | 15 de julho de 1972                       | 5 de junho de 1973                        | 10 meses e 21 dias                        |
| 11                                        | Édouard Nzambimana                        | 12 de novembro de 1976                    | 13 de outubro de 1978                     | 1 ano, 11 meses e 1 dia                   |
| 12                                        | Adrien Sibomana                           | 19 de outubro de 1988                     | 10 de julho de 1993                       | 4 anos, 8 meses e 21 dias                 |
| 13                                        | Sylvie Kinigi                             | 10 de julho de 1993                       | 7 de fevereiro de 1994                    | 6 meses e 28 dias                         |
| 14                                        | Anatole Kanyenkiko                        | 7 de fevereiro de 1994                    | 22 de fevereiro de 1995                   | 1 ano e 15 dias                           |
| 15                                        | Antoine Nduwayo                           | 22 de fevereiro de 1995                   | 31 de julho de 1996                       | 1 ano, 5 meses e 9 dias                   |
| 16                                        | Pascal-Firmin Ndimira                     | 31 de julho de 1996                       | 12 de junho de 1998                       | 1 ano, 10 meses e 12 dias                 |
| 17                                        | Alain-Guillaume Bunyoni                   | 23 de junho de 2020                       | 7 de setembro de 2022                     | 2 anos, 2 meses e 15 dias                 |
| 18                                        | Gervais Ndirakobuca                       | 7 de setembro de 2022                     | presente                                  | 2 anos, 6 meses e 10 dias                 |

O cargo de primeiro-ministro foi abolido em quatro ocasiões:
- Entre 28 de novembro de 1966 e 15 de julho de 1972 (Total: 5 anos, 7 meses e 17 dias);
- Entre 5 de junho de 1973 e 12 de novembro de 1976 (Total: 3 anos, 5 meses e 7 dias);
- Entre 13 de outubro 1978 e 19 de outubro de 1988 (Total: 10 anos e 6 dias);
- Entre 12 de junho de 1998 e 23 de junho de 2020 (Total: 22 anos e 11 dias).